# Життя і доля
«Життя і доля» (рос. Жизнь и судьба) — роман-епопея Василя Гроссмана про події Радянсько-німецької війни, написаний в 1950—1959 роках. Завершує дилогію, розпочату романом «За справедливість» (1952, що був виданий в 1954).
На відміну від першої частини, що відповідає канонам соцреалізму, друга частина написана після смерті Сталіна і містить різку критику сталінізма.
Обговорення роману на редколегії відбулося 19 грудня 1960. Його визнали «антирадянським». 14 лютого наступного року в ході обшуку, який проводили співробітники КДБ, у письменника були вилучені рукопис та машинописні екземпляри. Через 9 днів Гроссман звернувся з листом до М. С. Хрущова, в якому просив роз'яснити долю книги. У відповідь Михайло Суслов запросив автора на бесіду до ЦК. Гроссману було заявлено, що книга друкуватися не буде.
Копія роману, що збереглася у поета Семена Липкіна в середині 1970-х, вже після смерті автора, за допомогою А. Д. Сахарова, Б. Окуджави і В. М. Войновича була вивезена на Захід і вперше опублікована у Швейцарії в 1980.
У СРСР перша публікація відбулася під час перебудови, в 1988 році. Найповніша редакція побачила світ у 1990.
В 2007 американська ділова газета Wall Street Journal назвала роман «Життя і доля» однією з найвеличніших книг двадцятого сторіччя.

## Екранізації
- «Життя і доля» — російський художній фільм режисера Сергія Урсуляка 2012 року[3]